# François de Bavière
Pour les articles homonymes, voir François de Bavière (1875-1957).
Titres
Prétendant au trône de Bavière
Depuis le 8 juillet 1996
(29 ans, 1 mois et 11 jours)
Héritier jacobite du trône d'Angleterre et d'Irlande
Depuis le 8 juillet 1996
(29 ans, 1 mois et 11 jours)
Héritier jacobite du trône d'Écosse
Depuis le 8 juillet 1996
(29 ans, 1 mois et 11 jours)
François de Bavière (Franz Bonaventura Adalbert Maria Herzog von Bayern), prince et duc de Bavière, de Franconie et en Souabe, comte palatin du Rhin, né le 14 juillet 1933 à Munich, est l'actuel chef de la maison de Bavière. Il est aussi le détenteur jacobite des droits des Stuart aux trônes d'Angleterre, d'Irlande et d'Écosse. Il est également, de manière plus théorique, détenteur des droits au trône des ducs de Bretagne (sous le nom théorique de « François VII »).

## Biographie
Arrière-petit-fils du dernier roi de Bavière, François de Bavière est le fils du duc Albert de Bavière et de la comtesse Maria Draskovich de Trakostjan. Il n'a pas de descendance.
François de Bavière est connu comme grand collectionneur d'art contemporain et président du conseil international du Museum of Modern Art à New York. Il habite le château de Nymphembourg, à Munich, et le château de Berg. La fondation de la famille de Wittelsbach possède aussi d'autres châteaux, dont ceux de Berchtesgaden et de Hohenschwangau. Il fonde le Musée des rois de Bavière à Schwangau en 2011.
Sa grand-mère paternelle est la sœur aînée de la reine des Belges Élisabeth en Bavière (1876-1965). Le duc a également deux sœurs aînées (jumelles) nées en 1931 : Marie Gabrielle et Charlotte. Sa famille était ouvertement opposée au nazisme. Son grand-père, veuf en 1912 a épousé en secondes noces, en 1921, la princesse Antonia de Luxembourg, sœur de la grande-duchesse Charlotte de Luxembourg. Prétendant au trône et redouté par les nazis, il fut contraint à l'exil en 1939. Sa belle grand-mère et son père ainsi que lui-même et son frère et ses sœurs furent envoyés en camp de concentration en octobre 1944. La Kronprinzessin ne se remit jamais des sévices qu'elle y avait subi. Elle mourut prématurément en 1954.
Après la guerre, Franz a fait ses études secondaires à la bénédictine Abbaye d'Ettal. Il a ensuite étudié la gestion d'entreprise à l'Université de Munich et à Zurich. Franz a développé une passion pour la collection d'art moderne. Des objets de sa collection privée sont en prêt permanent à la Pinakothek der Moderne de Munich. Il est également administrateur honoraire du Museum of Modern Art de New York.
Son héritier est actuellement son frère cadet Max Emmanuel duc en Bavière, né en 1937, avec postérité féminine. Le prochain héritier sera son cousin germain, le prince Luitpold (né en 1951), dont le mariage avec Katharina Beatrix Wiegand a été reconnu par le duc Franz comme dynastique le 3 mars 1999. La succession passera alors au fils ainé du dernier, Louis de Wittelsbach (né en 1982).

## Héritier jacobite aux trônes d'Angleterre, d'Irlande et d’Écosse
François de Bavière est l'actuel héritier jacobite du roi Charles Ier d'Angleterre et donc considéré comme le roi François II par ses partisans jacobites en tant que successeur légitime de la dynastie Stuart qui a régné en Angleterre, en Irlande et en Écosse (en fait, la descendance catholique des Stuarts fut évincée de la succession au trône britannique à la mort de la reine Anne le 1er août 1714, en vertu de l'Acte d'Établissement de 1701 qui n'admettait que les protestants, représentés par George Ier de Hanovre).
Le référendum sur l'indépendance de l'Écosse en 2014 aurait pu donner au duc de Bavière la possibilité de se faire couronner roi d'Écosse en cas de vote pour l'indépendance, cependant, le principal parti écossais appelé Scottish National Party s'était prononcé en faveur du maintien du monarque du Royaume-Uni de manière que la reine Élisabeth II reste reine d'une Écosse indépendante,,. L'accession de François de Bavière au trône d'Écosse, bien que considéré comme crédible, est donc très peu probable,.

## Héritier des ducs de Bretagne

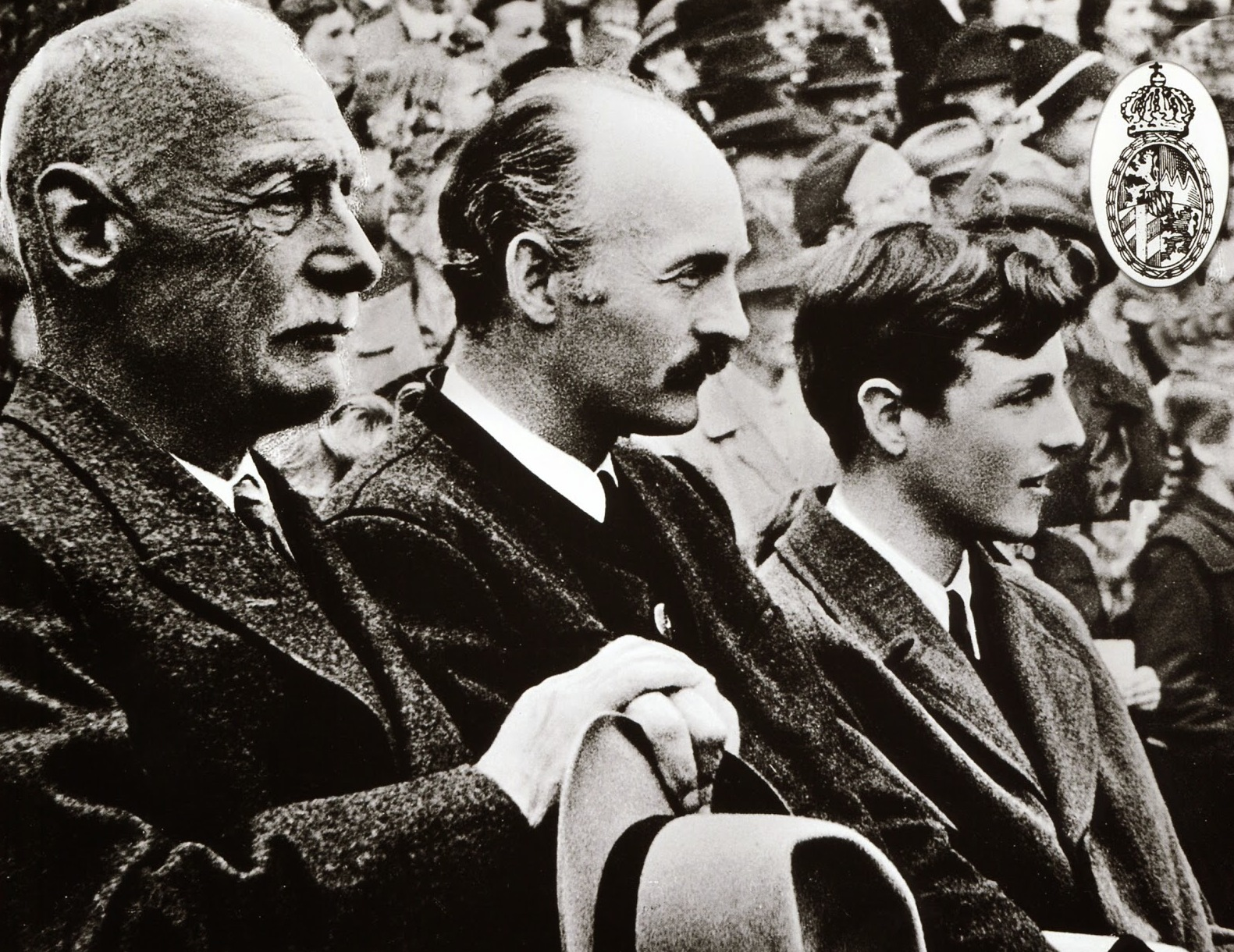
François de Bavière (a droite) avec son père, le duc Albert de Bavière (centre) et son grand-père, le prince royal Rupprecht de Bavière (à gauche) en 1948

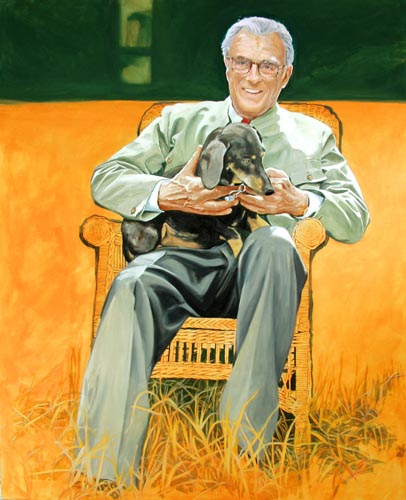
François de Bavière, (peint par Dieter Stein, 1985)

François de Bavière est, d'une manière beaucoup plus théorique (essentiellement généalogique), l'héritier doublement le plus direct des ducs de Bretagne. Selon l'ordre de succession du duché de Bretagne, il est l'actuel premier héritier vivant de la dernière duchesse en titre, Anne de Bretagne (1477-1514), arrière-grand-mère d'Élisabeth de France (Valois), reine d'Espagne et mère de Catherine-Michèle d'Autriche, duchesse de Savoie : d'où le duc Victor-Amédée Ier, père de Charles-Emmanuel II, père de Victor-Amédée II qui épouse Anne-Marie d'Orléans (une héritière des Stuarts catholiques par sa mère Henriette d'Angleterre ; ses droits échoient à ses arrière-petits-fils Charles-Emmanuel IV et Victor-Emmanuel Ier de Savoie, qui peuvent prétendre à la succession catholique britannique à partir de 1807 à la mort d'Henry-Benoît Stuart), d'où Charles-Emmanuel III duc de Savoie : la succession est alors la même que celle présentée à l'article Acte d'Établissement-les catholiques exclus et rappelée ci-dessous.
Il est aussi l'héritier de Bretagne en référence à la guerre de Succession de Bretagne qui avait opposé, à la mort sans descendance du duc capétien Jean III de Bretagne en 1341 (issu de la Maison capétienne de Dreux), les partisans de sa nièce Jeanne « de Penthièvre » († 1384) — son héritière la plus directe, en tant que fille de son frère puîné Guy de Bretagne († 1331) — aux partisans de son demi-frère Jean « de Montfort » († 1345). Les droits de Jeanne passèrent ensuite par son mari Charles de Châtillon-Blois à la Maison de Châtillon (1384–1480), puis aux maisons de Brosse (1480–1564 ; car Nicole de Châtillon-Penthièvre, arrière-petite-fille de Jeanne et Charles, épouse Jean II de Brosse), de Limbourg (1564–1623 ; car Charlotte de Brosse, arrière-petite-fille de Nicole et Jean II, épouse François II de Luxembourg-Ligny-St-Pol vicomte de Martigues, de la Maison de Limbourg par son ancêtre Henri V Blondel, d'où Sébastien de Luxembourg, comte de Penthièvre), de Lorraine (1623–1669 ; car Marie de Luxembourg-Martigues, fille de Sébastien, épouse Philippe-Emmanuel de Lorraine, duc de Mercœur), puis de nouveau aux Capétiens (bâtards de Vendôme de la Maison de Bourbon : 1669–1727 ; car Françoise de Lorraine-Mercœur, fille de Marie et Philippe-Emmanuel, épouse César de Bourbon duc de Vendôme, fils naturel d'Henri IV), puis à la Maison de Savoie (1727–1840 ; car Élisabeth de Bourbon-Vendôme, fille de Françoise et César, épouse Charles Amédée de Savoie, duc de Nemours : leur fille Marie-Jeanne-Baptiste de Savoie-Nemours épouse le duc Charles-Emmanuel II de Savoie, d'où Victor-Amédée II, père de Charles-Emmanuel III duc de Savoie : même succession que plus haut), puis de nouveau aux Lorraine (Habsbourg-Lorraine-Este-Modène : 1840–1919 ; par le mariage de Marie-Béatrice de Savoie, arrière-petite-fille de Charles-Emmanuel III, avec François IV de Habsbourg-Modène), et enfin à la Maison de Wittelsbach (Bavière) (depuis 1919 ; par l'union de Marie-Thérèse de Habsbourg-Modène, petite-fille de Marie-Béatrice et François IV, avec Louis III roi de Bavière).

## Vie privée
En juin 2021, François de Bavière publie une photo officielle aux côtés de Thomas Greinwald, ce qui laisse penser à certains médias que les deux hommes seraient conjoints.

## Ascendance
|  |                                              |  |  |  |  |  |  |  |  |  |  |  |  |
|  | 8. Louis III de Bavière                      |  |  |  |  |  |  |  |  |  |  |  |  |
|  |                                              |  |  |  |  |  |  |  |  |  |  |  |  |
|  |                                              |  |  |  |  |  |  |  |  |  |  |  |  |
|  | 4. Rupprecht de Bavière                      |  |  |  |  |  |  |  |  |  |  |  |  |
|  |                                              |  |  |  |  |  |  |  |  |  |  |  |  |
|  |                                              |  |  |  |  |  |  |  |  |  |  |  |  |
|  | 9. Marie-Thérèse de Modène                   |  |  |  |  |  |  |  |  |  |  |  |  |
|  |                                              |  |  |  |  |  |  |  |  |  |  |  |  |
|  |                                              |  |  |  |  |  |  |  |  |  |  |  |  |
|  | 2. Albert de Bavière                         |  |  |  |  |  |  |  |  |  |  |  |  |
|  |                                              |  |  |  |  |  |  |  |  |  |  |  |  |
|  |                                              |  |  |  |  |  |  |  |  |  |  |  |  |
|  | 10. Charles-Théodore en Bavière              |  |  |  |  |  |  |  |  |  |  |  |  |
|  |                                              |  |  |  |  |  |  |  |  |  |  |  |  |
|  |                                              |  |  |  |  |  |  |  |  |  |  |  |  |
|  | 5. Marie Gabrielle en Bavière                |  |  |  |  |  |  |  |  |  |  |  |  |
|  |                                              |  |  |  |  |  |  |  |  |  |  |  |  |
|  |                                              |  |  |  |  |  |  |  |  |  |  |  |  |
|  | 11. Marie-Josèphe de Bragance                |  |  |  |  |  |  |  |  |  |  |  |  |
|  |                                              |  |  |  |  |  |  |  |  |  |  |  |  |
|  |                                              |  |  |  |  |  |  |  |  |  |  |  |  |
|  | 1. François de Bavière                       |  |  |  |  |  |  |  |  |  |  |  |  |
|  |                                              |  |  |  |  |  |  |  |  |  |  |  |  |
|  |                                              |  |  |  |  |  |  |  |  |  |  |  |  |
|  | 12. Pál Draskovich von Trakostján            |  |  |  |  |  |  |  |  |  |  |  |  |
|  |                                              |  |  |  |  |  |  |  |  |  |  |  |  |
|  |                                              |  |  |  |  |  |  |  |  |  |  |  |  |
|  | 6. Dionys Draskovich von Trakostján          |  |  |  |  |  |  |  |  |  |  |  |  |
|  |                                              |  |  |  |  |  |  |  |  |  |  |  |  |
|  |                                              |  |  |  |  |  |  |  |  |  |  |  |  |
|  | 13. Mária Festétics de Tólna                 |  |  |  |  |  |  |  |  |  |  |  |  |
|  |                                              |  |  |  |  |  |  |  |  |  |  |  |  |
|  |                                              |  |  |  |  |  |  |  |  |  |  |  |  |
|  | 3. Maria Draskovich von Trakostján           |  |  |  |  |  |  |  |  |  |  |  |  |
|  |                                              |  |  |  |  |  |  |  |  |  |  |  |  |
|  |                                              |  |  |  |  |  |  |  |  |  |  |  |  |
|  | 14. Alfred de Montenuovo                     |  |  |  |  |  |  |  |  |  |  |  |  |
|  |                                              |  |  |  |  |  |  |  |  |  |  |  |  |
|  |                                              |  |  |  |  |  |  |  |  |  |  |  |  |
|  | 7. Juliana de Montenuovo                     |  |  |  |  |  |  |  |  |  |  |  |  |
|  |                                              |  |  |  |  |  |  |  |  |  |  |  |  |
|  |                                              |  |  |  |  |  |  |  |  |  |  |  |  |
|  | 15. Franziska Kinsky von Wchinitz und Tettau |  |  |  |  |  |  |  |  |  |  |  |  |
|  |                                              |  |  |  |  |  |  |  |  |  |  |  |  |
|  |                                              |  |  |  |  |  |  |  |  |  |  |  |  |

## Décorations
- Croix de commandeur de l'ordre du Mérite (Allemagne)
- Grand-croix de l'ordre pro Merito Melitensi (Ordre de Malte)
- Grand-croix de l'ordre de la Maison ernestine de Saxe (maison de Saxe-Cobourg et Gotha, 24 avril 2025)[12]
- Grand-croix de l'Ordre de Saint-Grégoire-le-Grand (Vatican, 18 janvier 2022)[13]